# 下崙 (彰化縣)
下崙村，是臺灣彰化縣秀水鄉的一個傳統地域名稱，位於該鄉西南部。相較於今日行政區，其範圍大致與下崙村相當。

## 歷史
台灣清治末期至日治初期，下崙地區為一街庄，稱為「下崙庄」，隸屬於馬芝堡。該庄北與曾厝厝庄為鄰，東與陝西庄，加錫庄為鄰，南邊為大崙庄，西南邊為南港庄，西邊為廍仔庄，西北邊為三汴頭庄。
1901年（日治明治三十四年）11月，該庄隸屬於彰化廳。1909年（明治四十二年）10月，改隸屬於臺中廳。1920年（大正九年），該庄改制為「下崙」大字，隸屬於臺中州彰化郡秀水庄，大字下有「下崙」、「惠來厝」小字名。
戰後秀水庄改制為秀水鄉，隸屬於彰化縣，大字亦改制為村。

## 交通
國道1號又稱「中山高速公路」，是貫穿台灣西部的兩條縱向高速公路之一，大致以北北東—南南西走向經過下崙地區東部。境內未設交流道，北側較近的是彰化交流道，南側較近的是員林交流道，由此等交流道進入可快速前往南北各地。
省道台76線即「東西向快速公路－漢寶草屯線」，是埔鹽至草屯的高架快速道路，大致以西北—東南走向經過本地區西南部邊界地帶，往西北經過與省道台19線交會的埔鹽交流道後，續行縣道144號可前往鹿港南郊，往東南可前往員林，續行可至中興系統交流道接國道3號。
縣道144甲線（番花路）是福興番社至花壇赤塗崎的道路，大致以橫向經過本地區南部，往西可前往員林大排接縣道144號本線，往東可前往花壇車站前接省道台1線，亦可續行至赤塗崎接縣道137號。

## 學校
- 育民國小